# نظام الخدمة المتنقلة

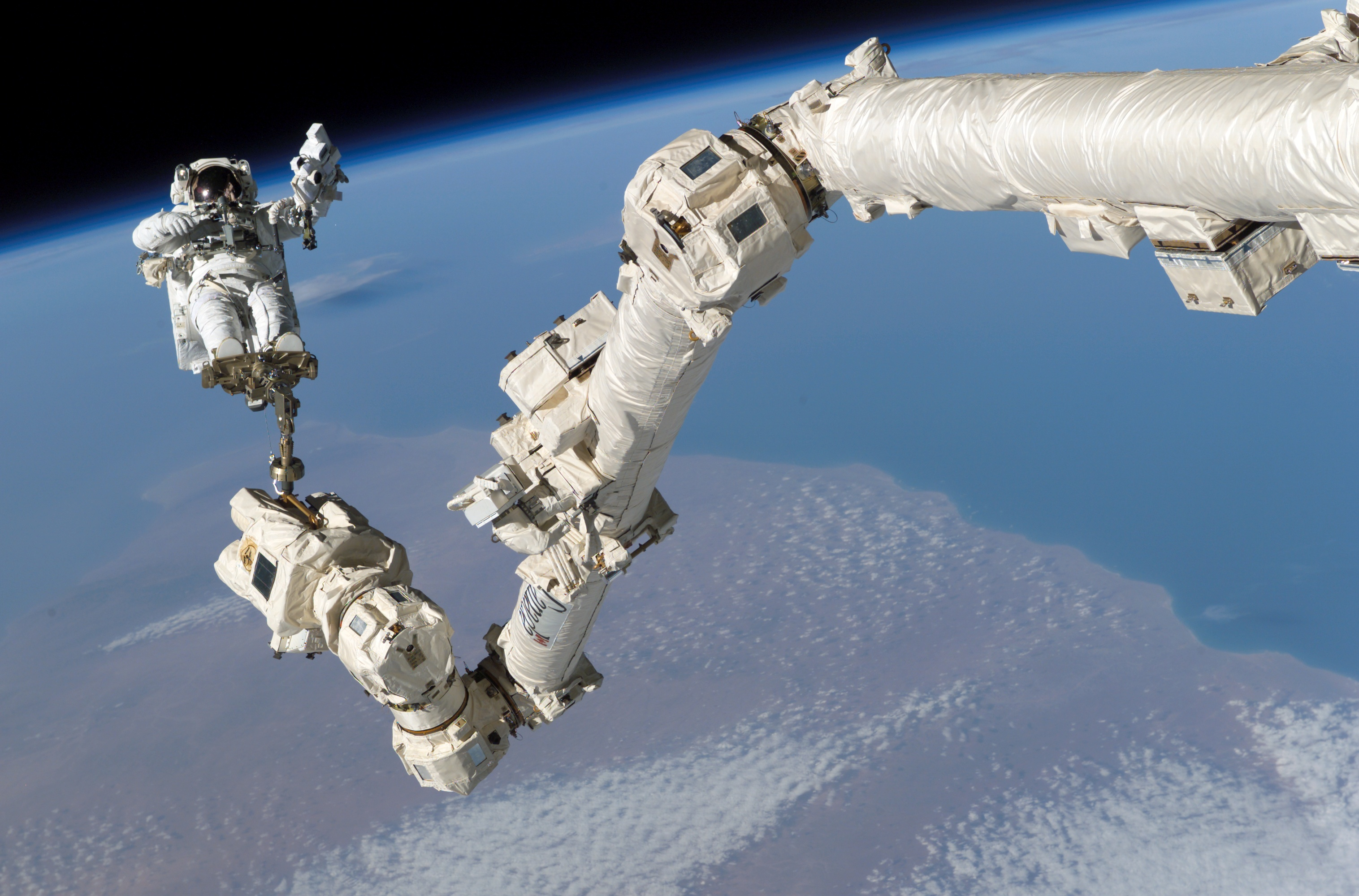
رسى رائد الفضاء ستيفن روبنسون في نهاية كندارم 2 خلال بعثة STS-114 في 2005

نظام الخدمة المتنقلة (بالإنجليزية: Mobile Servicing System)‏ (MSS) هو نظام آلي في محطة الفضاء الدولية، تم إطلاقه إلى المحطة في 2001، حيث يلعب دورًا رئيسيًا في تجميع وصيانة المحطة ونقل المعدات والإمدادات حول المحطة، ودعم رواد الفضاء خلال عملهم في الفضاء.
يتكون النظام من ثلاثة مكونات:
- نظام المناولة عن بعد لمحطة الفضاء (SSRMS) المعروف باسم كندارم 2 (بالإنجليزية: Canadarm2)‏.
- نظام قاعدة الخدمة المتنقلة عن بعد (MBS).
- المناول البارع ذو الأغراض الخاصة (SPDM) المعروف أيضًا باسم «ديكستر» أو «كندا هاند» وهو ذراع روبوتي كندي يُعد عنصراً حيوياً في أنشطة تجميع وتشغيل المحطة.

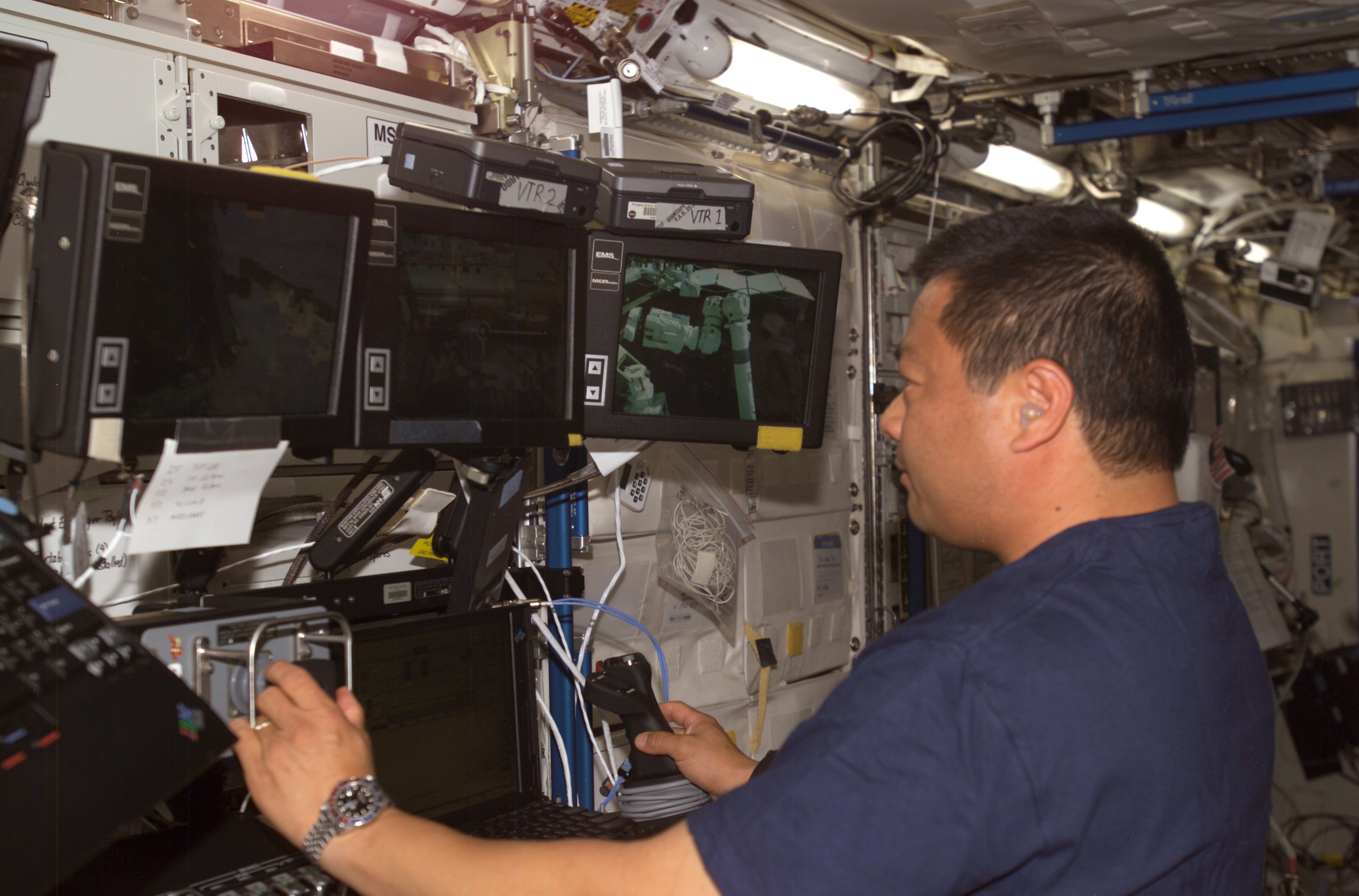
رائد الفضاء ليروي تشياو يتحكم في كندارم 2 من معمل ديستني

## الروبوتات الأخرى

### قائمة الرافعات
| الاسم    | الوكالة أو الشركة    | الإطلاق       |
| -------- | -------------------- | ------------- |
| كندارم 2 | وكالة الفضاء الكندية | 19 أبريل 2001 |
| ديكستر   | وكالة الفضاء الكندية | 11 مارس 2008  |

## روابط خارجية
- تجميع كندارم 2 ونظام الخدمة المتنقلة
- معلومات وكالة الفضاء الكندية حول كندارم 2
- الرسوم المتحركة على يوتيوب لنظام نظام الخدمة المتنقلة وكندارم 2 وديكستر
- الرسوم المتحركة على يوتيوب لـ كندارم 2 في المحطة